# Prenomi gallesi
Questa voce raccoglie i prenomi tipici della lingua gallese, con eventuali varianti e l'equivalente in italiano, se esiste.

## A
Maschili
| Nome    | Varianti     | Corrispondente italiano |
| ------- | ------------ | ----------------------- |
| Aeron   |              |                         |
| Afon    |              |                         |
| Aled    |              |                         |
| Alun    |              | Alano                   |
| Alwyn   |              |                         |
| Andreas |              | Andrea                  |
| Aneirin | Aneurin, Nye |                         |
| Arwel   |              |                         |
| Arwyn   |              |                         |
| Awstin  |              | Agostino                |

Femminili
| Nome     | Varianti        | Corrispondente italiano |
| -------- | --------------- | ----------------------- |
| Aderyn   |                 |                         |
| Aeron    | Aerona, Aeronwy |                         |
| Aeronwen |                 |                         |
| Afon     |                 |                         |
| Alis     | Alys            | Alice                   |
| Angharad |                 |                         |
| Anwen    |                 |                         |
| Arianwen |                 |                         |

## B
Maschili
| Nome      | Varianti | Corrispondente italiano |
| --------- | -------- | ----------------------- |
| Bedwyr    |          |                         |
| Berwyn    |          |                         |
| Bleddyn   |          |                         |
| Broderick |          |                         |
| Bryn      |          |                         |
| Brynmor   |          |                         |

Femminili
| Nome     | Varianti | Corrispondente italiano |
| -------- | -------- | ----------------------- |
| Beca     |          | Rebecca                 |
| Bethan   |          | Betta                   |
| Betrys   |          | Beatrice                |
| Blodeuyn |          |                         |
| Blodwen  |          |                         |
| Branwen  |          |                         |
| Briallen |          |                         |
| Bronwen  | Bron     |                         |
| Bryn     |          |                         |

## C
Maschili
| Nome      | Varianti   | Corrispondente italiano |
| --------- | ---------- | ----------------------- |
| Cadell    |            |                         |
| Cadeyrn   |            |                         |
| Cadfael   |            |                         |
| Cadwaladr | Cadwalader |                         |
| Cadwgan   | Cadogan    |                         |
| Caerwyn   |            |                         |
| Cai       |            | Caio                    |
| Caradog   | Caradoc    |                         |
| Caron     |            |                         |
| Carwyn    |            |                         |
| Cefin     |            |                         |
| Celyn     |            |                         |
| Ceri      |            |                         |
| Cledwyn   |            |                         |
| Colwyn    |            |                         |
| Cynfelyn  |            | Cunobelino              |
| Cynog     |            |                         |
| Cystennin |            | Costantino              |

Femminili
| Nome     | Varianti            | Corrispondente italiano |
| -------- | ------------------- | ----------------------- |
| Caron    |                     |                         |
| Carys    | Cerys               |                         |
| Catrin   | Cadi                | Caterina                |
| Ceinwen  |                     |                         |
| Celyn    |                     |                         |
| Ceri     |                     |                         |
| Ceridwen | Cerridwen, Ceridwyn |                         |
| Cristyn  |                     | Cristina                |

## D
Maschili
| Nome    | Varianti                | Corrispondente italiano |
| ------- | ----------------------- | ----------------------- |
| Dafydd  | David, Dai, Dewi, Taffy | Davide                  |
| Deiniol |                         | Daniele                 |
| Delwyn  |                         |                         |
| Deryn   |                         |                         |
| Dilwyn  |                         |                         |
| Drystan | Trystan                 | Tristano                |
| Dylan   |                         |                         |

Femminili
| Nome   | Varianti | Corrispondente italiano |
| ------ | -------- | ----------------------- |
| Delyth |          |                         |
| Deryn  |          |                         |
| Dilwen |          |                         |
| Dilys  | Dylis    |                         |

## E
Maschili
| Nome    | Varianti | Corrispondente italiano |
| ------- | -------- | ----------------------- |
| Eifion  |          |                         |
| Einion  |          |                         |
| Eirian  |          |                         |
| Eirwyn  |          |                         |
| Ellis   | Elis     |                         |
| Emlyn   |          |                         |
| Emrys   |          | Ambrogio                |
| Emyr    |          |                         |
| Ercwlff |          | Ercole                  |
| Eurig   |          |                         |

Femminili
| Nome   | Varianti       | Corrispondente italiano |
| ------ | -------------- | ----------------------- |
| Efa    |                | Eva                     |
| Eilwen |                |                         |
| Eira   |                |                         |
| Eirian |                |                         |
| Eirlys |                |                         |
| Eirwen |                |                         |
| Elain  |                |                         |
| Elen   | Elin           | Elena                   |
| Eleri  |                |                         |
| Eluned | Eiluned, Luned |                         |
| Enfys  |                |                         |
| Enid   |                |                         |
| Erin   |                |                         |
| Esyllt |                | Isotta                  |
| Eurwen |                |                         |

## F
Maschili
| Nome     | Varianti | Corrispondente italiano |
| -------- | -------- | ----------------------- |
| Ffransis |          | Francesco               |
| Folant   |          | Valentino               |

Femminili
| Nome   | Varianti | Corrispondente italiano |
| ------ | -------- | ----------------------- |
| Ffion  |          |                         |
| Fflur  |          | Flora                   |
| Ffraid |          | Brigida                 |

## G
Maschili
| Nome     | Varianti                          | Corrispondente italiano |
| -------- | --------------------------------- | ----------------------- |
| Gareth   |                                   |                         |
| Geraint  |                                   |                         |
| Gerallt  |                                   | Giraldo                 |
| Gethin   |                                   |                         |
| Glyn     | Glynn                             |                         |
| Glyndwr  | Glendower                         |                         |
| Goronwy  |                                   |                         |
| Gruffudd | Gruffud, Gruffydd, Griffith, Guto |                         |
| Gwallter |                                   | Gualtiero               |
| Gwilym   | Gwillym, Gwilim, Gwil             | Guglielmo               |
| Gwydion  |                                   |                         |
| Gwyn     | Gwynn, Wyn, Wynn, Wynne           |                         |
| Gwynfor  |                                   |                         |

Femminili
| Nome      | Varianti                                     | Corrispondente italiano |
| --------- | -------------------------------------------- | ----------------------- |
| Gaynor    | Gaenor                                       | Ginevra                 |
| Gladys    | Gwladys                                      |                         |
| Glenys    | Glynis, Glennis, Glenice                     |                         |
| Gwawr     |                                              |                         |
| Gwen      |                                              |                         |
| Gwenda    |                                              |                         |
| Gwendolen | Gwendoline                                   | Guendalina              |
| Gwenfrewi | Winifred, Winnifred                          |                         |
| Gwenllian |                                              |                         |
| Gwyneira  |                                              |                         |
| Gwyneth   | Gwynedd, Gweneth, Gwenneth, Gwenith, Gwenyth |                         |

## H
Maschili
| Nome    | Varianti | Corrispondente italiano |
| ------- | -------- | ----------------------- |
| Harri   |          | Enrico                  |
| Haul    |          |                         |
| Heddwyn |          |                         |
| Hefin   |          |                         |
| Huw     |          | Ugo                     |
| Hywel   | Howell   |                         |

Femminili
| Nome    | Varianti | Corrispondente italiano |
| ------- | -------- | ----------------------- |
| Haf     | Hefina   |                         |
| Heledd  |          |                         |
| Heulwen |          |                         |

## I
Maschili
| Nome     | Varianti                                    | Corrispondente italiano |
| -------- | ------------------------------------------- | ----------------------- |
| Iago     | Jac                                         | Giacomo                 |
| Idris    |                                             |                         |
| Idwal    |                                             |                         |
| Iestyn   |                                             | Giustino                |
| Ifan     | Iefan, Ieuan, Iwan, Evan, Ioan, Ianto, Siôn | Giovanni                |
| Ifor     | Ivor                                        |                         |
| Ilar     |                                             | Ilario                  |
| Illtyd   |                                             |                         |
| Iorwerth | Yorath, Iolo, Iolyn                         |                         |
| Islwyn   |                                             |                         |
| Ithel    |                                             |                         |

Femminili

## L
Maschili
| Nome     | Varianti                       | Corrispondente italiano |
| -------- | ------------------------------ | ----------------------- |
| Lleu     | Llew                           |                         |
| Lleucu   |                                |                         |
| Llywelyn | Llywellyn, Llewelyn, Llewellyn |                         |
| Luc      |                                | Luca                    |

Femminili
| Nome     | Varianti | Corrispondente italiano |
| -------- | -------- | ----------------------- |
| Llewella | Llewela  |                         |
| Llinos   |          |                         |
| Lowri    |          | Laura                   |

## M
Maschili
| Nome     | Varianti | Corrispondente italiano |
| -------- | -------- | ----------------------- |
| Madoc    | Madog    |                         |
| Maldwyn  |          |                         |
| Marc     |          | Marco                   |
| Martyn   |          | Martino                 |
| Maxen    |          | Massimo                 |
| Meical   |          | Michele                 |
| Meirion  |          |                         |
| Meredith | Meredydd |                         |
| Mervyn   | Merfyn   |                         |
| Meurig   | Meuric   |                         |
| Mihangel |          | Michelangelo            |
| Morgan   |          |                         |
| Mostyn   |          |                         |
| Myrddin  |          | Merlino                 |

Femminili
| Nome     | Varianti              | Corrispondente italiano |
| -------- | --------------------- | ----------------------- |
| Mairwen  |                       |                         |
| Mallt    |                       | Matilde                 |
| Marged   | Mared, Megan, Mererid | Margherita              |
| Mari     | Mair                  | Maria                   |
| Meinir   |                       |                         |
| Meinwen  |                       |                         |
| Meiriona |                       |                         |
| Morwenna | Morwen                |                         |
| Myfanwy  | Myf                   |                         |

## N
Maschili
| Nome    | Varianti | Corrispondente italiano |
| ------- | -------- | ----------------------- |
| Neifion |          | Nettuno                 |

Femminili
| Nome  | Varianti | Corrispondente italiano |
| ----- | -------- | ----------------------- |
| Nerys |          |                         |
| Nest  | Nesta    | Agnese                  |
| Nia   |          |                         |
| Non   |          |                         |

## O
Maschili
| Nome  | Varianti | Corrispondente italiano |
| ----- | -------- | ----------------------- |
| Ofydd |          | Ovidio                  |
| Osian |          |                         |
| Owen  | Owain    |                         |

Femminili
| Nome  | Varianti     | Corrispondente italiano |
| ----- | ------------ | ----------------------- |
| Olwen | Olwin, Olwyn |                         |
| Owena |              |                         |

## P
Maschili
| Nome    | Varianti | Corrispondente italiano |
| ------- | -------- | ----------------------- |
| Padrig  |          | Patrizio                |
| Pedr    |          | Pietro                  |
| Pryce   |          |                         |
| Pryderi |          |                         |

Femminili

## R
Maschili
| Nome      | Varianti           | Corrispondente italiano |
| --------- | ------------------ | ----------------------- |
| Rheinallt |                    | Rinaldo                 |
| Rhisiart  |                    | Riccardo                |
| Rhodri    |                    |                         |
| Rhydderch |                    |                         |
| Rhydian   |                    |                         |
| Rhys      | Rees, Reese, Reece |                         |
| Roderick  |                    | Rodrigo                 |

Femminili
| Nome     | Varianti | Corrispondente italiano |
| -------- | -------- | ----------------------- |
| Rhian    |          |                         |
| Rhiannon | Rhianon  |                         |
| Rhonwen  |          |                         |
| Rhosyn   |          |                         |

## S
Maschili
| Nome    | Varianti      | Corrispondente italiano |
| ------- | ------------- | ----------------------- |
| Sawyl   |               | Samuele                 |
| Siarl   |               | Carlo                   |
| Sieffre |               |                         |
| Siôr    | Siors, Siorus | Giorgio                 |
| Steffan |               | Stefano                 |

Femminili
| Nome  | Varianti                          | Corrispondente italiano |
| ----- | --------------------------------- | ----------------------- |
| Sara  |                                   | Sara                    |
| Seren |                                   |                         |
| Siân  | Siwan, Siana, Siani, Shan, Sioned | Giovanna                |

## T
Maschili
| Nome     | Varianti     | Corrispondente italiano |
| -------- | ------------ | ----------------------- |
| Talfryn  |              |                         |
| Taliesin |              |                         |
| Tegid    |              |                         |
| Tomos    | Twm, Tomi    | Tommaso                 |
| Trevor   | Trefor, Trev |                         |
| Tudor    | Tudur        | Teodorico               |
| Tudwal   |              |                         |

Femminili
| Nome   | Varianti | Corrispondente italiano |
| ------ | -------- | ----------------------- |
| Tegan  |          |                         |
| Tegwen |          |                         |
| Tesni  |          |                         |
| Tudful | Tydfil   |                         |

## U
Maschili
| Nome  | Varianti | Corrispondente italiano |
| ----- | -------- | ----------------------- |
| Uther |          |                         |

Femminili

## V
Maschili
| Nome    | Varianti | Corrispondente italiano |
| ------- | -------- | ----------------------- |
| Vaughan |          |                         |

Femminili